# Холмс, Ришон
Ришон Дианте Холмс (англ. Richaun Diante Holmes), род. 15 октября 1993 года) — американский профессиональный баскетболист, выступающий за команду Национальной баскетбольной ассоциации «Даллас Маверикс». Играет на позиции тяжёлого форварда и центрового.

## Профессиональная карьера

### Филадельфия Севенти Сиксерс (2015—2018)
25 июня 2015 года Ришон Холмс был выбран на драфте НБА во втором раунде под общим тридцать седьмым номером командой «Филадельфия Севенти Сиксерс». 31 июля 2015 он подписал контракт с «Филадельфией» после того, как сыграл 3 матча в летней лиге НБА. 28 декабря 2015 года Ришон набрал 18 очков в поединке против «Юта Джаз». 4 января 2016 года во встрече против «Миннесота Тимбервулвз» на счету игрока в графе результативность было 17 очков. 16 января 2016 года в матче против «Портленд Трэйл Блэйзерс» Холмс набрал 17 очков.
11 марта 2017 года Ришон Холмс в матче против «Лос-Анджелес Клипперс» набрал 24 очка и сделал 9 подборов. 20 марта 2017 года во встрече против «Орландо Мэджик» игрок второй раз за карьеру набрал 24 очка, к которым добавил 14 подборов. 29 марта 2017 года в поединке против «Атланта Хокс» на счету Холмса в графе результативность было 25 очков.
8 октября 2017 года у Ришона был выявлен перелом лучевой кости левого запястья. 13 июня 2018 года «Филадельфия Севенти Сиксерс» воспользовалась опцией и продлила контракт игрока на 4 сезон.

### Финикс Санз (2018—2019)
20 июля 2018 года Холмс был обменян в «Финикс Санз» за денежное вознаграждение. 6 ноября в матче против «Бруклин Нетс» игрок впервые преодолел отметку 10 набранных очков за новый клуб. Ришон набрал 13 очков и сделал 10 подборов. 10 декабря Холмс обновил наивысшую результативность в сезоне до 19 очков во встречи против «Лос-Анджелес Клипперс».

### Сакраменто Кингз (2019—2023)
16 июля 2019 года Ришон Холмс подписал многолетний контракт с «Сакраменто Кингз». 28 октября 2019 в матче против «Денвер Наггетс» игрок сделал дабл-дабл из 24 очков и 12 подборов. 4 декабря 2019 года в матче против «Портленд Трэйл Блэйзерс» Холмс набрал 28 очков и сделал 10 подборов.
6 августа 2021 года Холмс переподписал контракт с «Кингз» на 4 года и 55 миллионов долларов.
18 марта 2022 года стало известно, что Холмс пропустит остаток сезона по личным причинам.

### Даллас Маверикс (2023—2024)
6 июля 2023 года Холмс вместе с правами на драфт Оливье-Максенс Проспера был обменян из «Сакраменто Кингз» в «Даллас Маверикс».

### Вашингтон Уизардс (2024—настоящее время)
8 февраля 2024 года Холмс и будущий выбор в первом раунде были проданы в «Вашингтон Уизардс» в обмен на Дэниэла Гэффорда. 29 июня он переподписал контракта с «Уизардс».

## Статистика

### Статистика в НБА
| Сезон                                                                                    | Команда     | Регулярный сезон | Регулярный сезон | Регулярный сезон | Регулярный сезон | Регулярный сезон | Регулярный сезон | Регулярный сезон | Регулярный сезон | Регулярный сезон | Регулярный сезон | Регулярный сезон | Серия плей-офф | Серия плей-офф | Серия плей-офф | Серия плей-офф | Серия плей-офф | Серия плей-офф | Серия плей-офф | Серия плей-офф | Серия плей-офф | Серия плей-офф | Серия плей-офф |
| Сезон                                                                                    | Команда     | GP               | GS               | MPG              | FG%              | 3P%              | FT%              | RPG              | APG              | SPG              | BPG              | PPG              | GP             | GS             | MPG            | FG%            | 3P%            | FT%            | RPG            | APG            | SPG            | BPG            | PPG            |
| ---------------------------------------------------------------------------------------- | ----------- | ---------------- | ---------------- | ---------------- | ---------------- | ---------------- | ---------------- | ---------------- | ---------------- | ---------------- | ---------------- | ---------------- | -------------- | -------------- | -------------- | -------------- | -------------- | -------------- | -------------- | -------------- | -------------- | -------------- | -------------- |
| 2015/16                                                                                  | Филадельфия | 51               | 1                | 13,8             | 51,4             | 18,2             | 68,9             | 2,6              | 0,6              | 0,4              | 0,8              | 5,6              | Не участвовал  | Не участвовал  | Не участвовал  | Не участвовал  | Не участвовал  | Не участвовал  | Не участвовал  | Не участвовал  | Не участвовал  | Не участвовал  | Не участвовал  |
| 2016/17                                                                                  | Филадельфия | 57               | 17               | 20,9             | 55,8             | 35,1             | 69,9             | 5,5              | 1,0              | 0,7              | 1,0              | 9,8              | Не участвовал  | Не участвовал  | Не участвовал  | Не участвовал  | Не участвовал  | Не участвовал  | Не участвовал  | Не участвовал  | Не участвовал  | Не участвовал  | Не участвовал  |
| 2017/18                                                                                  | Филадельфия | 48               | 2                | 15,5             | 56,0             | 12,9             | 66,1             | 4,4              | 1,3              | 0,4              | 0,6              | 6,5              | 3              | 0              | 3,7            | 0,0            | -              | -              | 0,3            | 0,3            | 0,0            | 0,0            | 0,0            |
| 2018/19                                                                                  | Финикс      | 70               | 4                | 16,9             | 60,8             | -                | 73,1             | 4,7              | 0,9              | 0,6              | 1,1              | 8,2              | Не участвовал  | Не участвовал  | Не участвовал  | Не участвовал  | Не участвовал  | Не участвовал  | Не участвовал  | Не участвовал  | Не участвовал  | Не участвовал  | Не участвовал  |
| 2019/20                                                                                  | Сакраменто  | 44               | 38               | 28,2             | 64,8             | -                | 78,8             | 8,1              | 1,0              | 0,9              | 1,3              | 12,3             | Не участвовал  | Не участвовал  | Не участвовал  | Не участвовал  | Не участвовал  | Не участвовал  | Не участвовал  | Не участвовал  | Не участвовал  | Не участвовал  | Не участвовал  |
| 2020/21                                                                                  | Сакраменто  | 61               | 61               | 29,2             | 63,7             | 18,2             | 79,4             | 8,3              | 1,7              | 0,6              | 1,6              | 14,2             | Не участвовал  | Не участвовал  | Не участвовал  | Не участвовал  | Не участвовал  | Не участвовал  | Не участвовал  | Не участвовал  | Не участвовал  | Не участвовал  | Не участвовал  |
| 2021/22                                                                                  | Сакраменто  | 45               | 37               | 23,9             | 66,0             | 40,0             | 77,8             | 7,0              | 1,1              | 0,4              | 0,9              | 10,4             | Не участвовал  | Не участвовал  | Не участвовал  | Не участвовал  | Не участвовал  | Не участвовал  | Не участвовал  | Не участвовал  | Не участвовал  | Не участвовал  | Не участвовал  |
| 2022/23                                                                                  | Сакраменто  | 42               | 1                | 8,3              | 61,8             | 62,5             | 78,9             | 1,9              | 0,2              | 0,1              | 0,3              | 3,1              | Не участвовал  | Не участвовал  | Не участвовал  | Не участвовал  | Не участвовал  | Не участвовал  | Не участвовал  | Не участвовал  | Не участвовал  | Не участвовал  | Не участвовал  |
| 2023/24                                                                                  | Даллас      | 23               | 2                | 10,3             | 55,9             | -                | 57,1             | 3,4              | 0,7              | 0,1              | 0,4              | 3,4              | Не участвовал  | Не участвовал  | Не участвовал  | Не участвовал  | Не участвовал  | Не участвовал  | Не участвовал  | Не участвовал  | Не участвовал  | Не участвовал  | Не участвовал  |
| 2023/24                                                                                  | Вашингтон   | 17               | 8                | 18,7             | 55,7             | 33,3             | 84,6             | 6,1              | 0,6              | 0,5              | 0,6              | 7,1              | Не участвовал  | Не участвовал  | Не участвовал  | Не участвовал  | Не участвовал  | Не участвовал  | Не участвовал  | Не участвовал  | Не участвовал  | Не участвовал  | Не участвовал  |
| 2024/25                                                                                  | Вашингтон   | 31               | 7                | 17,2             | 64,7             | 0,0              | 83,3             | 5,7              | 1,4              | 0,3              | 0,7              | 7,4              | Не участвовал  | Не участвовал  | Не участвовал  | Не участвовал  | Не участвовал  | Не участвовал  | Не участвовал  | Не участвовал  | Не участвовал  | Не участвовал  | Не участвовал  |
|                                                                                          | Всего       | 489              | 178              | 19,1             | 60,5             | 26,9             | 75,1             | 5,3              | 1,0              | 0,5              | 0,9              | 8,5              | 3              | 0              | 3,7            | 0,0            | -              | -              | 0,3            | 0,3            | 0,0            | 0,0            | 0,0            |
| Наведите курсор мыши на аббревиатуры в заголовке таблицы, чтобы прочесть их расшифровку. |             |                  |                  |                  |                  |                  |                  |                  |                  |                  |                  |                  |                |                |                |                |                |                |                |                |                |                |                |

### Статистика в Джи-Лиге
| Сезон                                                                                    | Команда               | Регулярный сезон | Регулярный сезон | Регулярный сезон | Регулярный сезон | Регулярный сезон | Регулярный сезон | Регулярный сезон | Регулярный сезон | Регулярный сезон | Регулярный сезон | Регулярный сезон | Серия плей-офф | Серия плей-офф | Серия плей-офф | Серия плей-офф | Серия плей-офф | Серия плей-офф | Серия плей-офф | Серия плей-офф | Серия плей-офф | Серия плей-офф | Серия плей-офф |
| Сезон                                                                                    | Команда               | GP               | GS               | MPG              | FG%              | 3P%              | FT%              | RPG              | APG              | SPG              | BPG              | PPG              | GP             | GS             | MPG            | FG%            | 3P%            | FT%            | RPG            | APG            | SPG            | BPG            | PPG            |
| ---------------------------------------------------------------------------------------- | --------------------- | ---------------- | ---------------- | ---------------- | ---------------- | ---------------- | ---------------- | ---------------- | ---------------- | ---------------- | ---------------- | ---------------- | -------------- | -------------- | -------------- | -------------- | -------------- | -------------- | -------------- | -------------- | -------------- | -------------- | -------------- |
| 2016/17                                                                                  | Делавэр Эйти Севенерс | 6                | 6                | 24,5             | 59,2             | 16,7             | 73,7             | 6,7              | 1,0              | 0,3              | 1,5              | 12,2             | Не участвовал  | Не участвовал  | Не участвовал  | Не участвовал  | Не участвовал  | Не участвовал  | Не участвовал  | Не участвовал  | Не участвовал  | Не участвовал  | Не участвовал  |
|                                                                                          | Всего                 | 6                | 6                | 24,5             | 59,2             | 16,7             | 73,7             | 6,7              | 1,0              | 0,3              | 1,5              | 12,2             | Не участвовал  | Не участвовал  | Не участвовал  | Не участвовал  | Не участвовал  | Не участвовал  | Не участвовал  | Не участвовал  | Не участвовал  | Не участвовал  | Не участвовал  |
| Наведите курсор мыши на аббревиатуры в заголовке таблицы, чтобы прочесть их расшифровку. |                       |                  |                  |                  |                  |                  |                  |                  |                  |                  |                  |                  |                |                |                |                |                |                |                |                |                |                |                |

### Статистика в NCAA
| Сезон | Команда      | Conf  | Class | GP | GS | MPG  | FG%  | 3P%  | FT%  | RPG | APG | SPG | BPG | PPG  |
| --- | ------------ | ----- | ----- | -- | -- | ---- | ---- | ---- | ---- | --- | --- | --- | --- | ---- |
| 2012/13 | Боулинг Грин | MAC   | SO    | 32 | 2  | 18,8 | 63,3 | 0,0  | 62,0 | 5,0 | 0,2 | 0,5 | 2,3 | 6,5  |
| 2013/14 | Боулинг Грин | MAC   | JR    | 32 | 31 | 32,0 | 50,7 | 30,0 | 70,6 | 7,7 | 0,9 | 1,1 | 2,8 | 13,3 |
| 2014/15 | Боулинг Грин | MAC   | SR    | 31 | 30 | 28,8 | 56,3 | 41,9 | 71,2 | 8,0 | 0,8 | 0,7 | 2,7 | 14,7 |
| Всего | Всего        | Всего | Всего | 95 | 63 | 26,5 | 55,4 | 35,3 | 69,7 | 6,9 | 0,7 | 0,8 | 2,6 | 11,5 |
| Наведите курсор мыши на аббревиатуры в заголовке таблицы, чтобы прочесть их расшифровку Статистика приведена с сайта sports-reference.com |              |       |       |    |    |      |      |      |      |     |     |     |     |      |